# Tádžický národní park
Tádžický národní park (tádžicky Боғи миллии Тоҷикистон), původně Národní park Pamír, je chráněné území v Tádžikistánu. Vzniklo z iniciativy Anvara Buzurukova, který zorganizoval mezinárodní expedici Pamír-90. V roce 1992 schválila tádžická vláda vytvoření národního parku o rozloze 12 000 km². V roce 2001 byla rozloha parku zvýšena na 26 100 km², takže zaujímá přibližně 18% rozlohy země.
Tádžický národní park byl v červnu 2013 na 37. zasedání Výboru pro světové dědictví v Phnompenhu zařazen na seznam Světového dědictví UNESCO.
Národní park leží mezi Zaalajským hřbetem a pohořím Muzkol v severovýchodní části Tádžikistánu, převážně na území autonomní oblasti Horský Badachšán. Nachází se zde tzv. „pamírský uzel“, kde se sbíhají hlavní horské hřebeny vnitřní Asie (Himálaj, Karákóram, Hindúkuš, Kchun-lun-šan a Ťan-šan. Nejvyšším vrcholem je Qullai Ismoili Somoni, měřící 7495 m. Hlavními turistickými atrakcemi jsou Sarezské jezero na řece Bartang, které vzniklo v roce 1911 přehrazením údolí při sesuvu půdy v roce 1911, meteoritické horské jezero Karakul, léčivé termální prameny Garmčašma a Fedčenkův ledovec, který je nejdelším ledovcem mírného pásma.

## Fauna a flora
Na území parku se vyskytuje několik různých vegetačních společenství (lesní porosty, louky v údolích řek, stepi, subalpínské polopouště, alpínské pouště, tundra). Nejvyšší partie parku jsou trvalé pokryté sněhem a ledem. Počasí je chladné s vysokými sněhovými srážkami. Region Pamíru je důležitým skladem genetické rozmanitosti, rostou zde divoké forem obilovin, ořešákovitých stromů, luštěnin a ovocných stromů.
V národním parku žije irbis, medvěd plavý, vlk obecný, argali Marco Polův, koza šrouborohá nebo husa indická. Dále kozorožec sibiřský, raroh velký, velekur tibetský, holub sněžný, kulík menší.

## Fotogalerie

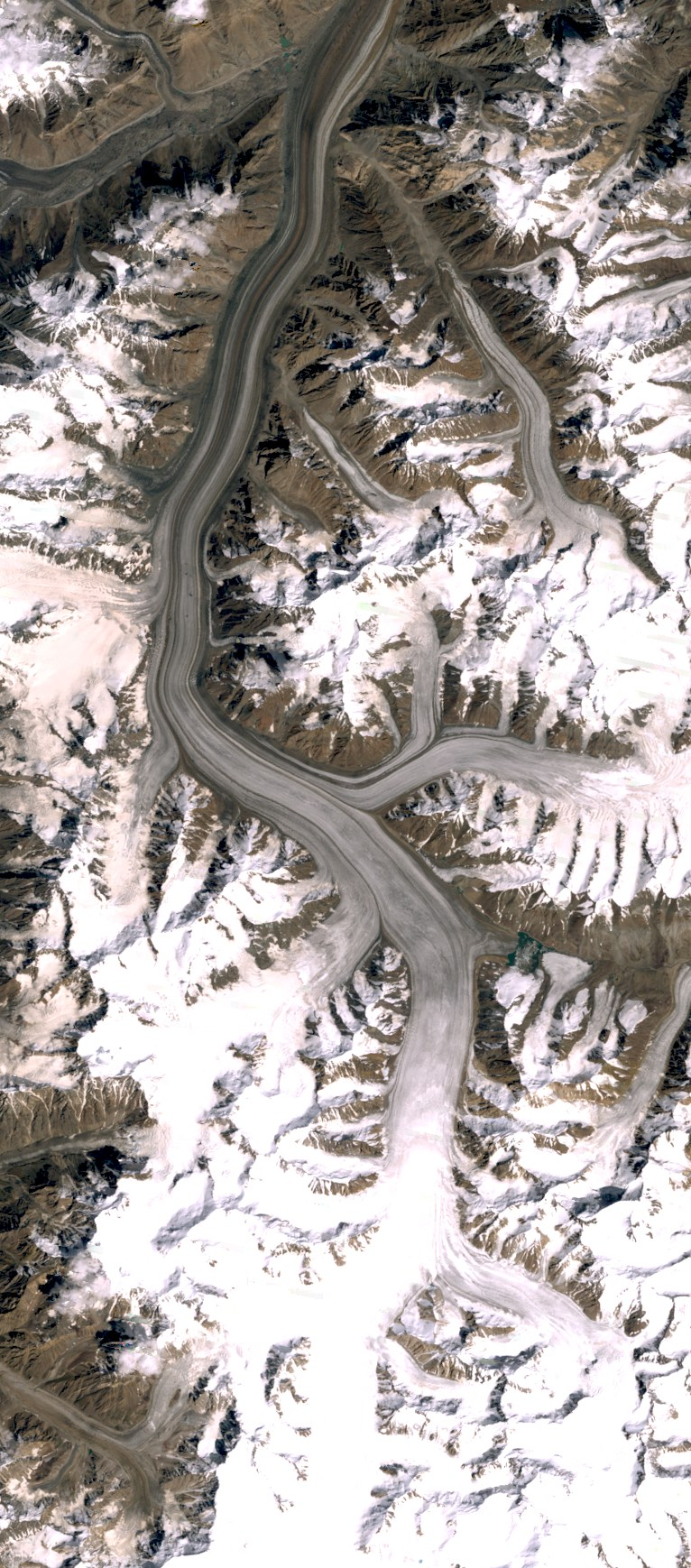
Fedčenkův ledovec
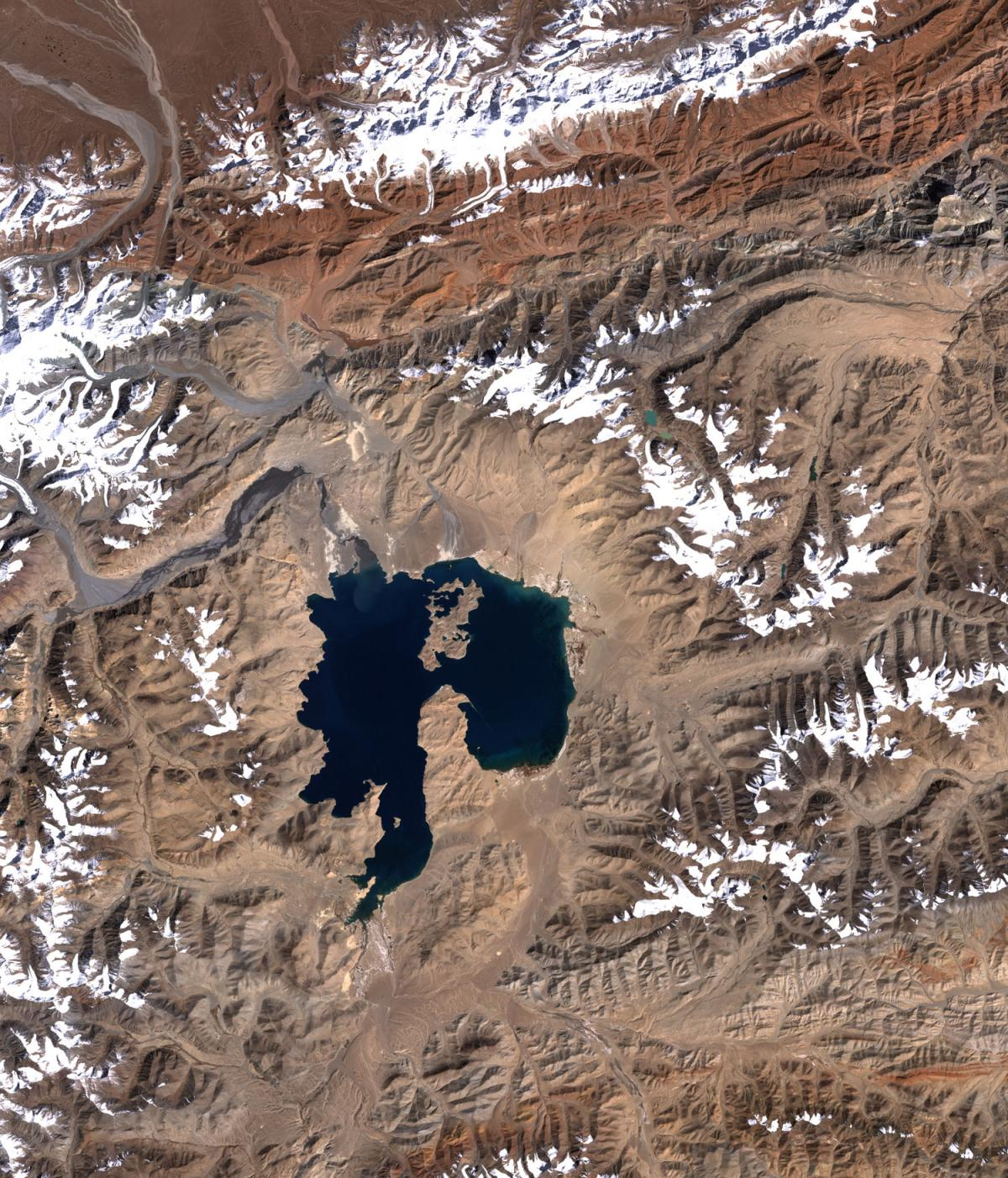
jezero Karakul
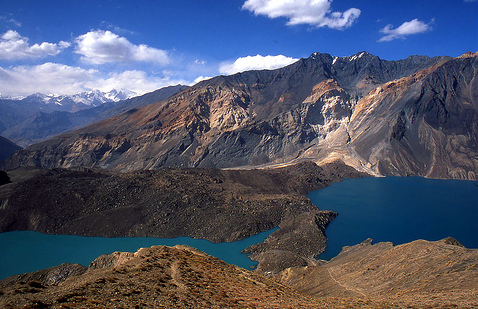
Sarezské jezero
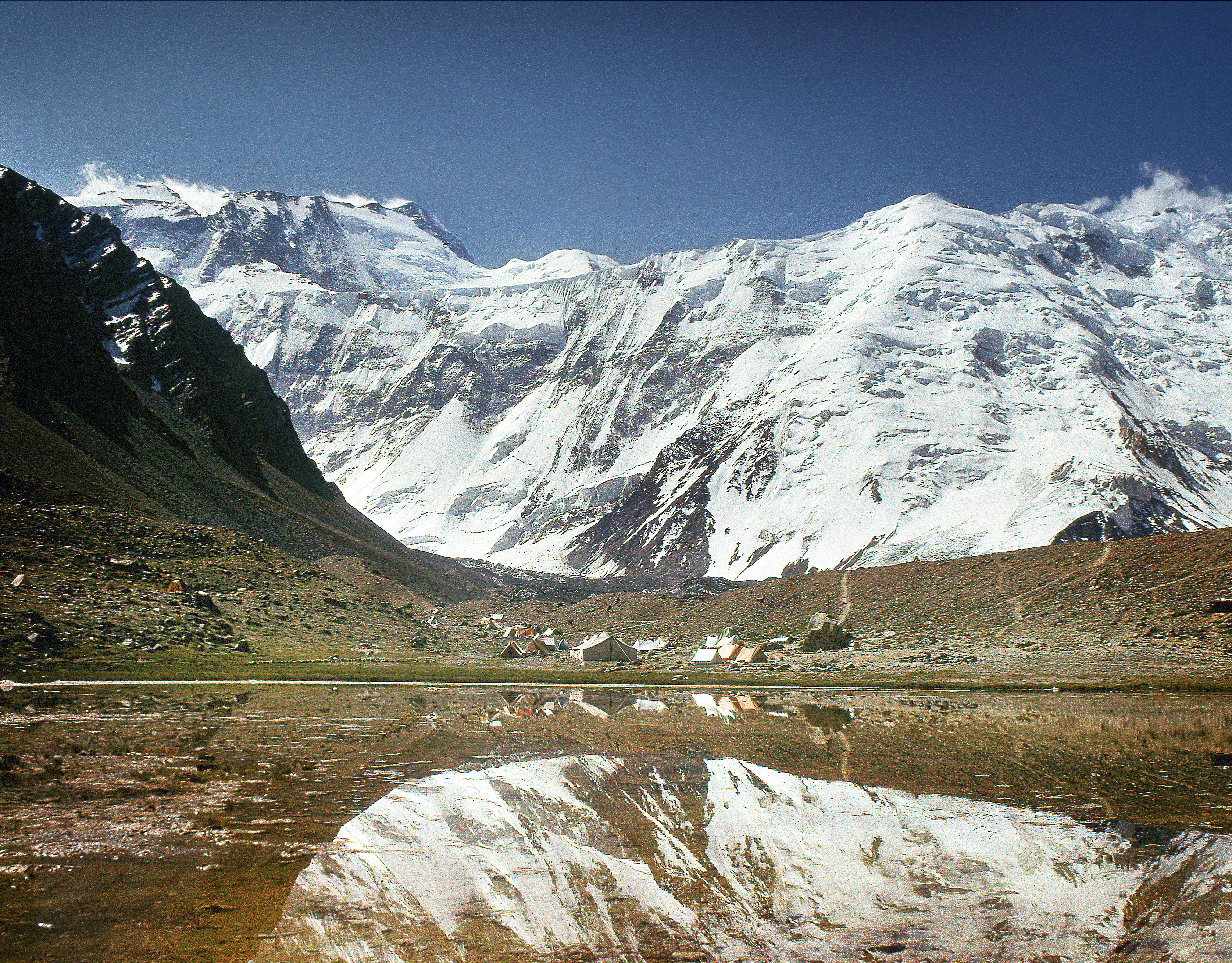
hřbet Qullai Ismoili Somoni